# Rapsextraktionsschrot
Rapsextraktionsschrot (RES) wird in Ölmühlen durch die Extraktion des Rapsöls aus der Rapssaat mit Hilfe von Lösungsmitteln als Koppelprodukt gewonnen. Als Lösungsmittel wird zum Beispiel Hexan verwendet, welches anschließend durch eine Feucht-Warm-Behandlung dem Extraktionsschrot wieder entzogen werden muss. Das Entfernen des Lösungsmittels aus dem Extraktionsschrot durch Zuführen von Wasserdampf wird auch als Toasten bezeichnet. Druck und Temperatur dieses Vorganges beeinflussen die Eiweißqualität des Endprodukts. Im Gegensatz zum Extraktionsschrot entsteht Rapskuchen bei der Kaltpressung von Rapsöl. Extraktionsschrote anderer Ölsaaten, dabei vor allem Sojaextraktionsschrot, stehen in ihrer Verwendung als Futtermittel in Konkurrenz zum RES.

## Eigenschaften
Folgende Tabelle gibt einen Überblick über die wichtigsten Inhaltsstoffe von RES als Futtermittel. Generell nimmt der Fettgehalt von der Rapssaat (etwa 40 %), über Rapskuchen (15 %) bis zum RES (3 %) ab, während die Gehalte an Rohprotein und Rohfaser zunehmen. Gegenüber Sojaextraktionsschrot weist RES aufgrund seines relativ hohen Schalenanteils einen doppelt so hohen Rohfasergehalt auf. Sein Rohproteingehalt ist dagegen um ein Viertel geringer. Die absoluten Gehalte an Aminosäuren unterscheiden sich erheblich zwischen RES und Sojaextraktionsschrot, welches reicher an Lysin, Threonin und Tryptophan ist, während RES mehr Methionin und Cystein je 1000 g Futtermittel enthält. Die praecaecale Verdaulichkeit der Aminosäuren im RES liegt jedoch durchgehend unter der des Sojaextraktionschrots.
| 1000 g Futtermittel enthalten   | 1000 g Futtermittel enthalten       |         |
| ------------------------------- | ----------------------------------- | ------- |
| Trockenmasse                    | Trockenmasse                        | 890 g   |
| Rohprotein                      | Rohprotein                          | 349 g   |
| Rohfett                         | Rohfett                             | 31 g    |
| Rohfaser                        | Rohfaser                            | 127 g   |
| Lysin                           | Lysin                               | 19,9 g  |
| Methionin und Cystein           | Methionin und Cystein               | 13,4 g  |
| Threonin                        | Threonin                            | 15,9 g  |
| Tryptophan                      | Tryptophan                          | 4,9 g   |
| Nutzbares Rohprotein (nXP)      | Nutzbares Rohprotein (nXP)          | 206 g   |
| Ruminale Stickstoffbilanz (RNB) | Ruminale Stickstoffbilanz (RNB)     | 23 g    |
| Calcium                         | Calcium                             | 6,6 g   |
| Phosphor                        | Phosphor                            | 10,8 g  |
| Netto-Energie-Laktation (NEL)   | Netto-Energie-Laktation (NEL)       | 6,4 MJ  |
| Umsetzbare Energie (ME),        | Aufzucht- und Mastrinder und Schafe | 10,5 MJ |
| Umsetzbare Energie (ME),        | Schweine                            | 8,9 MJ  |

## Verwendung
Die Verwendungsmöglichkeiten von RES entsprechen im Wesentlichen denen des Rapskuchens, das heißt, es wird hauptsächlich in der Viehfütterung eingesetzt. Es eignet sich besonders als Proteinkomponente im Milchleistungsfutter und wird auch zunehmend in der Schweine- und Geflügelfütterung eingesetzt, wo der Glucosinolatgehalt allerdings den Einsatz noch begrenzt.
Daneben kann RES auch in Biogasanlagen zur Energiegewinnung genutzt werden. Als Standardbiogasertrag von RES werden 1038 kWhel pro Tonne Frischmasse angegeben, der damit etwas unter dem Ertrag von Rapskuchen liegt (1160 kWhel pro Tonne Frischmasse).

## Wirtschaft
2007/08 betrug der Verbrauch von RES in Deutschland 3 Mio. t gegenüber etwa 2,2 Mio. t im Jahr 2000, was zum Teil auf die verstärkte Erzeugung von Biodiesel aus Raps zurückzuführen ist. Der Anteil von RES an den Ölschroten in der Nutztierfütterung lag 2007/08 mit 35 % deutlich über dem Durchschnitt von 17 % in der EU-27.
Erst seit der Züchtung von 00-Raps sind Rapskuchen und RES wirtschaftlich interessant geworden. Der hohe Gehalt an Glucosinolaten, der sich negativ auf Gesundheit der Tiere auswirken kann, hatte zuvor die Verwendung als Futtermittel verhindert. Der durchschnittliche Glucosinolatgehalt von RES lag nach einer Untersuchung der UFOP im Zeitraum 2000 bis 2003 bei 8,3 mmol/kg in der Trockenmasse. Derzeit wird eine Absenkung des allgemein akzeptierten, maximalen Glucosinolatgehaltes der Rapssaat von 25 auf 18 mmol/kg Trockenmasse bei 00-Winterraps gefordert.
Der Glucosinolatgehalt wird zum einen durch die verwendeten Rapssorten und zum anderen durch den Prozess des Toastens bestimmt. Durch verstärktes Toasten kann der Glucosinolatgehalt von RES zwar weiter gesenkt werden, allerdings verringert dies auch die Proteinverdaulichkeit.